# رنية
رنية هي مدينة سعودية والمركز الإداري لمحافظة رنية التابعة لمنطقة مكة المكرمة في المملكة العربية السعودية.

## تاريخ
قال ياقوت الحموي في معجم البلدان: رنية قرية في حد تباله عن أبي الأشعث الكندي ويسكنها بنو عقيل وهي قرب بيشه وتثليث وعقيق تمرة وكلها لبني عقيل ومياهها بثور). وقال حمد الجاسر:(رنيه واد واسع له روافد كثيره وفيه قرى ومزارع وسكان كثيرون"، وقال ابن بليهد: "رنية باقية بهذا الاسم إلى هذا العهد أهلها سبيع وهم بطن من بني عقيل".